# Kasai (miasto)
Kasai (jap. 加西市 Kasai-shi) – miasto w Japonii, na wyspie Honsiu, w prefekturze Hyōgo.

## Położenie
Miasto leży w południowej części prefektury Hyōgo. Sąsiaduje z miastami: 
- Ono,
- Katō,
- Nishiwaki,
- Himeji,
- Kakogawa.

## Historia
Miasto otrzymało prawa miejskie 1 kwietnia 1967 roku.

## Miasta partnerskie
- Stany Zjednoczone: Pullman